# Bernardo I d'Alvernia
Bernardo, Bernard in francese e Bernat in catalano (... – dopo l'861), fu conte d'Alvernia dall'846 all'862.

## Origine
Nobile carolingio di cui non si conoscono gli ascendenti, figlio di Guerino, un precedente conte d'Alvernia. Ma secondo Ademaro di Chabannes, era il fratello del precedente conte d'Alvernia, Gerardo I

## Biografia
Di Bernardo si hanno scarse notizie; da un documento presente nel carteggio dell'abbazia Saint-Julien de Brioude, si ha notizia che il conte Bernardo con la moglie, Liutgarda, nel nono anno (852) del regno di Carlo (Carlo il Calvo), fece una donazione di una proprietà all'abbazia di Brioude.
Di Bernardo non si conosce la data esatta della morte, si sa solo che verso l'862, fu spodestato dal titolo di conte di Alvernia in quanto, secondo gli Annales Bertiniani, in quell'anno si fa riferimento a Stefano, come conte di Alvernia.

## Discendenza
Come risulta dal su citato documento presente nel carteggio dell'abbazia Saint-Julien de Brioude, Bernardo aveva sposato Liutgarda, i cui ascendenti non ci sono noti, e da cui ebbe una figlia:
- Ermengarda II d'Alvernia  (? - dopo il 21 luglio 883), che aveva sposato il futuro conte d'Alvernia, Bernardo II, detto Piede di Velluto[6](Uzès 22 marzo 841[7]- 886), come risulta da due documenti, uno del carteggio dell'abbazia Saint-Julien de Brioude per una donazione all'abbazia stessa[6], ed uno, del luglio 883, per una donazione all'abbazia di Conques[6].
  - Figli di Ermengarda e Bernardo[8]:
  - Guglielmo il Pio od il Vecchio (ca.860-918), conte d'Alvernia, marchese di Settimania e duca d'Aquitania.
  - Guerino di Tolosa († prima idel 918), citato in due documenti in cui si accenna a donazioni fatte dal nipote, Alfredo, nell'ottobre 927, anche in sua memoria.[8]

### Fonti primarie
- (LA)  Le manuel de Dhuoda.
- (LA)  Annales Bertiniani.
- (LA)  Ademarus Engolismensis, Historiarum Libri Tres.

### Letteratura storiografica
- René Poupardin, I regni carolingi (840-918), in «Storia del mondo medievale», vol. II, 1979, pp. 583–635